# Чак Блейзер
Чарльз Гордон Блейзер (26 квітня 1945 — 12 липня 2017) — американський футбольний адміністратор, який обіймав ряд високих посад, перш ніж стати фігурантом кримінальної справи щодо корупції у ФІФА. Він був членом Виконавчого комітету ФІФА з 1996 по 2013 роки, Генеральним секретарем КОНКАКАФ з 1990 до 2011 року і виконавчим віце-президентом американської Федерації футболу.
У 2013 році він зізнався у змові з іншими членами Виконавчого Комітету ФІФА про отримання хабара аби виграла кандидатура Південно-Африканської республіки, як господарі чемпіонатів світу в 1998 або 2010 роках. Блейзер давав свідчення під час судового розгляду в Нью-Йоркському федеральному суді.

## Походження та навчання
Блейзер народився у єврейській родині, що належала до середнього класу і проживала в Нью-Йоркському районі Квінс, де його батько володів канцелярським і газетним кіоском.
Він навчався в середній школі Форест-Хіллз, а потім отримав диплом бухгалтера, закінчивши Нью-Йоркський університет. По закінченні вступив до Нью-Йоркської школи бізнесу Стерн, але не закінчив її МВА.

## Початок футбольного функціонерства
Блейзер відігравав ключову роль у прийнятті рішення, аби США змогла стати країною-господарем на чемпіонаті світу 1994 року. Його становище дало йому посаду в Раді КОНКАКАФ, де він познайомився із Джеком Ворнером. У 1986 році, після невдалої спроби переобратися, він став співзасновником американської футбольної ліги. Ще через два роки, за підтримки власників клубів, він був обраний у травні 1989 року її Президентом.

## Футбольний адміністратор
У 1989 році Блейзер переконав Джека Ворнера балотуватися на посаду президента КОНКАКАФ. За результатами успішної кампанії Ворнера Блейзер був призначений Генеральним секретарем.
На посаді Генерального секретаря КОНКАКАФ він працював з 1990 до 2011 року.
Також з 1996-го по квітень 2013 року Блейзер був членом виконавчого комітету ФІФА, поки Суніл Гулаті замінив його на цій посаді. Блейзер також працював комісаром Американської футбольної ліги і віце-президентом Федерація футболу США.
У травні 2011 року, у відповідь на звинувачення в підкупі, про який заявили 10 травня представники національних федерацій, що брали участь у засіданні Карибського футбольного союзу (CFU), Блейзер ініціював розслідування діяльності Президента АФК Мохаммеда Бін Хаммама і віце-президент ФІФА Джек Ворнера. Розслідування проводили Джон П. Коллінс, колишній Федеральний прокурор США і член юридичного комітету ФІФА. В результаті отриманих фактів 29 травня 2011 року було вирішено відсторонити Ворнера і Бін Хаммама від усієї футбольної діяльності до завершення всіх процедур та власного розслідування ФІФА.
Виконувач обов'язків президента КОНКАКАФ Лайл Остін намагався звільнити Блейзера через п'ять днів, але виконавчий комітет КОНКАКАФ заблокував це рішення. Втім 15 червня 2011 року його допитав Комітету ФІФА з етики.

## Звинувачення в корупції і засудження
14 серпня 2011 року журналіст Ендрю Дженнінгс зазначив у Британській газеті Індепендент, що ФБР вивчає документальні свідчення, що розкривають конфіденційні платежі на офшорні рахунки, що виводять на Блейзера, він почав працювати під прикриттям ФБР в грудні 2011 року.
19 квітня 2013 року Блейзера і Джека Ворнера було звинувачено у масових фальсифікаціях під час їх діяльності на посаді керівництва КОНКАКАФ. Судовий аудит організації і Комітет з етики прийшли до висновку, що обидва функціонери працювали без письмового договору у період з 1998 року і до свого звільнення. За цей період вони отримали $15 млн у вигляді комісійних за свої послуги. Анонімне урядове джерело стверджувало, що триваюче розслідування ФБР щодо фінансових зловживань Ф.Блейзера буде значно розширене і зареєстроване в податковій службі..
У травні 2013 року діяльність Блейзера була припинена на 90 днів.
На 1 листопада 2014 року, повідомлялося, що Ч.Блейзер був таємним інформатором ФБР і IRS, тому записав ключові зустрічі між керівниками ФІФА та літніх Олімпійських ігор 2012 року. Блейзер був змушений повідомити ФБР і IRS після того, як вони виявили більше десяти несплачених податків на приховані багатомільйонні доходи.
27 травня 2015 року кілька чиновників ФІФА були арештовані в Цюріху, а Блейзер став ключовим свідком у розслідуванні, яке привело до арештів.
В обмін на співпрацю, Блейзер погодився визнати себе винним за звинуваченнями, які включають в себе рекет, шахрайство, ухилення від сплати податків і відмивання грошей.
3 червня 2015 року стенограма закритого вироку судового розгляду (яке відбулося в окружному суді США по східному округу Нью-Йорка 25 листопада 2013 року) була відкрита та оприлюднена.
У 2013 році Блейзер дав показання у яких зізнався у змові з іншими членами Виконавчого Комітету ФІФА, щоб брати хабарі у зв'язку з вибором господарів Чемпіонату світу з футболу 1998 та 2010 років. 9 липня 2015 року Блейзер отримав довічну дискваліфікацію від ФІФА на будь-яку діяльність, пов'язану з футболом.
Втім, Блейзер помер до винесення вироку. Затримка у винесенні вироку була викликана рішеннями підсудних постати перед судом.

## Смерть
Ч.Блейзер помер 12 липня 2017 року від колоректального раку в лікарні Нью-Джерсі у віці 72 років.. В останні роки він також страждав від ішемічної хвороби серця та цукрового діабету.